# Фенотиазин
Фенотиази́н — гетероциклическое соединение, содержащее в цикле атомы серы и азота (другие названия — тиодифениламин, дибензотиазин, парадибензотиазин, 10H-дибензо-[b, e]-1,4-тиазин). Брутто-формула — С12Н9NS. Является сернистым аналогом феноксазина. Производные фенотиазина — лекарственные средства, обладающие холиноблокирующими (диэтазин), нейролептическим (аминазин), антигистаминным (дипразин) или антиаритмическим (этмозин) действием, а также красители.
Согласно номенклатуре ИЮПАК, фенотиазины нумеруются против часовой стрелки, начиная с атома углерода, следующего за атомом азота:

## Получение
Впервые фенотиазин был синтезирован Бернтсеном в 1883 году путём нагревания дифениламина с серой:
Фенотиазин может быть получен взаимодействием серы с дифениламином в присутствии катализатора — иода или хлорида алюминия. Для присоединения серы также могут использоваться дихлорид серы или тионилхлорид, но в этом случае происходит побочная реакция хлорирования. Реакция проходит при температуре 180—250°С. С помощью данной реакции можно получать также и производные фенотиазина, однако некоторые дифениламины, в особенности 2-замещённые, в неё не вступают, а 3-замещённые могут давать как 2-, так и 4-замещённые производные фенотиазина.
Обобщённым методом получения фенотиазина и его производных является превращение 2'-галоген- или -нитропроизводных 2-аминодифенилсульфида в присутствии сильных оснований (КNH2, жидкого аммиака) с образованием гетероцикла:
3-замещённые производные фенотиазина получаются при нагревании о-нитродифенилсульфидов с триэтилфосфитом:

## Физические свойства
Фенотиазин представляет собой жёлтые кристаллы, на воздухе зеленеющие из-за окисления, без вкуса, со слабым характерным запахом. Технический фенотиазин представляет собой серовато-зелёный порошок. Температура плавления, по разным данным, от 182 до 189°С. Кипит с разложением при 371°С; температура кипения при 40 мм рт. ст. — 290°С. Плохо растворим в воде, диэтиловом эфире и бензоле; при нагревании растворим в этаноле и уксусной кислоте. Летуч, перегоняется с водяным паром. Коэффициент распределения в системе октанол/вода — 4,2

## Химические свойства[11][13]
При нагревании с медью фенотиазин отщепляет атом серы, переходя при этом в карбазол:
При обработке бутиллитием фенотиазин даёт 1,10-дилитийпроизводное, при карбоксилировании которого образуется фенотиазинкарбоновая-1 кислота:

### Окисление
Фенотиазин проявляет восстановительные свойства. Под воздействием перманганата калия и перекиси водорода происходит окисление по атому серы с образованием неустойчивого, легко восстанавливающегося до фенотиазина фенотиазиноксида-5 и более устойчивого фенотиазиндиоксида-5,5:
При взаимодействии с другими окислителями (серная кислота, Fe(III), Ce(IV)) происходит С-окисление в положения 3 и 7:

### Электрофильное замещение
Будучи ароматическим соединением, фенотиазин является донором электронов и легко вступает в реакции электрофильного замещения.
Хлорирование фенотиазина в среде уксусной кислоты приводит к замещению хлором атомов водорода сначала в положениях 3 и 7, а затем 1 и 9. Конечным продуктом хлорирования является 1,3,7,9-тетрахлорфенотиазин:
При хлорировании в среде нитробензола происходит глубокое хлорирование с присоединением до 11 атомов хлора и потерей ароматичности одного из колец:
При нагревании до 180°С этот продукт ощепляет три атома хлора, при этом образуется устойчивый свободный радикал, который частично димеризуется, в результате чего образуется 10,10'-би-(октахлорфенотиазинил).
Соотношение свободного радикала и 10,10'-би-(октахлорфенотиазинил)а при температуре 180°С составляет 30:70.
При бромировании фенотиазина в уксусной кислоте последовательно образуются 3,7-, 1,3,7- и 1,3,7,9-бромпроизводные. Бромирование в среде нитробензола приводит к образованию 1,2,3,7,8,9-гексабромфенотиазина.
При окислении фенотиазина хлоридом железа (III) в присутствии п-толуолсульфоната натрия, нитрита натрия или тиомочевины образуются соответственно 3-(п-толуолсульфонил)фенотиазин и 3-нитрофенотиазин, а после гидролиза изотиурониевой соли — 3-меркаптофенотиазин. В присутствии соединений, содержащими активные метиленовые группы, образуются красители с хиноидной структурой, например, в результате взаимодействия с индандионом-1,3:
Электрофильное замещение в фенотиазине может также сопровождаться окислением. Так, конечным продуктом нитрования фенотиазина азотной кислотой является 3,7-динитрофенотиазиноксид-5:
а нитрование азотистой кислотой приводит к 3,7-динитрофенотиазину:
Ацилирование фенотиазина по Фриделю-Крафтсу приводит в основном к замещению в положения 2,10, однако выделены также продукты реакции неустановленного состава:
Фенотиазин сульфируется хлорсульфоновой кислотой. Алкилирование фенотиазина алкенами в присутствии трифторида бора приводит к 3,7 диалкилпроизводным:
При взаимодействии фенотиазина с хлорзамещёнными третичными и вторичными аминами в присутствии амида натрия образуются 10-замещённые производные фенотиазина. Например, при алкилировании фенотиазина 2-диметиламино-1-хлорпропаном или 1-диметиламино-2-хлорпропаном образуется 10-(2-диметиламинопропил)фенотиазин (прометазин):
Фенотиазин вступает в реакцию Ульмана, при нагревании с металлической медью и иодбензолом в среде нитробензола, толуола или ДМФА присоединение бензольного кольца происходит в положение 10 с образованием 10-фенилфенотиазина:
При взаимодействии фенотиазина с фосгеном образуется 10-хлоркарбонилфенотиазин, при реакции с аминоспиртами образующий сложные эфиры, которые при нагревании в вакууме с медью отщепляют углекислый газ, что позволяет вводить чувствительные к щелочам группы:

## Физиологическое действие
Фенотиазин при проглатывании может вызывать боли в животе, тошноту и рвоту, приводит к поражениям печени и почек, вызывает гемолитическую анемию. 40 % фенотиазина, введённого перорально, выводится в неизменном виде с мочой. При вдыхании паров и пыли вызывает кашель и боли в горле. При местном воздействии вызывает поражение кожи на кистях рук, предлечьях, лице, шее, животе и спине в области поясницы, реже на груди, голенях, бедрах. Вначале кожа становится сухой и блестящей и уменьшается сало- и потоотделение, затем кожа начинает шелушиться, иногда появляется зуд. На ладонях возникает ороговение кожи и трещины. Волосы и ногти окрашиваются в оранжевый цвет.
При работе с фенотиазином следует использовать защитную одежду, перчатки, маски и защитные очки. После работы необходимо мыть руки и лицо, а также принимать душ.

## Обнаружение и определение[17]
Фенотиазин и его 2,10-замещённые производные являются слабыми основаниями, поэтому их изолирование из субстратов производится путём экстракции органическими растворителями из щелочных растворов. При извлечении производных фенотиазина из твёрдых субстратов (лекарственные формы, органы трупов) в качестве экстрагента используют диэтиловый эфир, при извлечении из жидкостей (кровь, моча, водные растворы) — н-гептан с добавлением 3 % изопропилового спирта.
Фенотиазин может быть обнаружен с помощью цветных реакций — при добавлении раствора хлорида железа (III) содержащие фенотиазин растворы приобретают зелёную окраску, при добавлении перекиси водорода — красную. В качестве реактивов на производные фенотиазина используется реактив FPN (раствор хлорида железа (III), хлорной и азотной кислот), который даёт с ними красное, розовое, голубое или красно-фиолетовое окрашивание, в зависимости от заместителей. Также для качественной идентификации 2,10-производных фенотиазина могут использоваться спектры абсорбции продуктов их окисления концентрированной серной кислотой и реактивом Манделина в ультрафиолетовой и видимой частях спектра. Также для разделения и обнаружения производных фенотиазина используется метод тонкослойной хроматографии, при этом в качестве подвижной фазы используется смесь этилацетата, ацетона и раствора аммиака в этиловом спирте, а для проявления хроматограммы — смесь серной кислоты и этанола.
Для количественного определения производных фенотиазина используются колориметрические методы (определение оптической плотности продуктов реакции производных фенотиазина с реактивом Манделина) и метод газо-жидкостной хроматографии (ГЖХ).